# Eriogonum acaule
Eriogonum acaule är en slideväxtart som beskrevs av Thomas Nuttall. Eriogonum acaule ingår i släktet Eriogonum och familjen slideväxter. Inga underarter finns listade i Catalogue of Life.